# Еномото Такеаки
Виконт Еномото Такеаки (榎本 武揚, 5. октобар 1836 – 26. октобар 1908) био је самурај и адмирал морнарице Токугава шогуната током Бакумацу периода у Јапану. Током Бошин рата борио се против новонастале Меиџи владе да би након тога као последње упориште старе власти основао краткотрајну Републику Езо чији је био први и једини председник. Након пораза и затворске казне Еномото постаје део нове владе где помаже у оснивању модерне Јапанске морнарице али служи и као министар у неколико министарства Јапана.

## Биографија

### Младост
Еномото је рођен у самурајској породици која је била под директном командом Токугава клана у округу Шитаја града Еда (данашњи Тајто, Токио). Еномото је почео да учи Холандски језик у педесетим годинама 19. века, а након што је Јапан присиљен од стране америчког адмирала Метју Перија да отвори границе 1854, одлази у Морнаричку школу у Нагасакију како би научио основе пловидбе.
Са 26 година, Еномото је послат у Холандију да би изучио западне технике пловидбе и то знање пренео у Јапан. У Европи остаје од 1862. до 1867. где течно овладава холандским и енглеским језиком.
Еномото се враћа у Јапан на броду "Каијо Мару" парном броду који шогунат купује од холандских власти. Током свог боравка у Европи Еномото је схватио да би изум телеграфа могао да послужи као значајан начин комуникације па је почео да планира изградњу система који би повезао Едо и Јокохаму. По свом повратку (у својој 31. години) добио је чин Каигун фукусосаи (海軍副総裁), други по величини ранк у Токугава морнарици а за њом добија и дворску титулу Изуми-но-ками (和泉守).

### Бошин рат и Меиџи обнова
Након предаје Еда и успостављањем Меиџи обнове (током Бошин рата, 1868. године) Еномото је одбио да уступи ратне бродове шогуната победничкој војсци и уместо тога са својом флотом и остатком војске бежи у град Хакодате у Хокаиду. Иако бројно надјачани морнарица шогуната је и даље била јака са својих осам парних бродова над којим је у то време наређивао.
Еномото се надао да ће успети да створи независну државу под владавином породице Токугаве у Хокаиду али је Меиџи влада одбила да прихвати постојање засебне државе на Јапанском тлу. Република Езо је ипак створена 25. децембра постављајући Еномота као првог председника овог острва.
Република је била кратког даха будући да је већ следеће године Меиџи влада послала војску да поврати Хокаидо у окриље Јапана а након поморске битке у заливу Хакодате и борбама за освајање замка, то и успевају. Датума, 18. маја 1868. Република Езо престаје да постоји и Хокаидо као острво поново доспева под управу цара и јапанске државе.

### Као политичар у Меиџи периоду
Након предаје Еномото бива ухапшен и оптужен за издају али вође нове Меиџи владе (првенствено због лобирања Куроде Кијотаке) решавају да га помилују и ослободе 1872. првенствено због знања и искуства које је поседовао. Због тога је Еномото постао један од неколико бивших директних вазала Токугава шогуната који су прешли на страну побеничке стране и помогли у израђивању модерног Јапана. У то време у власти су били највише заступљени бивши самураји округа Чошу и Сацума који нису превише толерисали остале округе и фракције, посебно ако су у прошлости били верни шогунату, али Еномото је био изузетак и врло брзо се уздигао на високе позиције у влади.
Године 1874. додељен му је чин вице-адмирала у младој Царској морнарици, а исте године добија задатак да оде у Русију као део специјалне експедиције у преговорима око потписивања споразума у Санкт Петербургу. Преговори су прошли успешно подижући Еномотову репутацију и поштовање у владајућим круговима Јапана а имајући у виду да је он изабран за такву важну мисију може само да говори о препознавању његових талената у окружењу бивших непријатеља против којих се нешто раније сукобљавао.
Еномото је једно време провео као амбасадор у Русији, да би затим 1880. године постао поморски командант у Министарству морнарице (海軍卿). Пет година касније, због својих дипломатских вештина позван је да асистира премијеру Ито Хиробумију у закључивању споразума из Тјенцина са представницима кинеске династије Ћинг. После тога Еномото је држао неколико неколико високих владиних позиција постајући између осталог и први јапански министар за комуникацију (1885–1888). Такође је био и министар пољопривреде и трговине (1894–1897), министар образовања (1889–1890) као и спољашњих послова (1891—1892).
Године 1887, Еномото добија титулу виконта под тадашњим „казоку“ системом племства и бива изабран за члана крунског савета.
Еномото је посебно био активан у промоцији јапанске емиграције путем досељеничких колонија по Пацифику, Јужној и Средњој Америци. Године 1891. основао је (упркос противљењу кабинета Мацукате Масајошија) одељење за емиграцију у Министарству спољних послова са задатком да охрабри селидбу и на тај начин пронађе нове потенцијалне територије за јапанске досељенике. Две године касније, након што је напустио рад у влади, Еномото је успео да оснује приватну организацију „Колонијалну асоцијацију“ која промовише спољашњу трговину и емиграцију.
Еномото је умро 1908. године у својој седамдесетдругој години живота. Сахрањен је у храну Кишо-џи у Токију где и данас почива. (35° 43′ 39″ С; 139° 45′ 13″ И / 35.727425° С; 139.75364° И)

## Одликовања
- Орден Излазећег Сунца (1886)
- Орден цветова Пауловније (1908)